# Cyclopenten
Cyclopenten (cyclopentene) là một hợp chất hóa học thuộc dãy cycloanken có công thức C5H8. Cyclopenten là một chất lỏng không màu, có mùi giống mùi dầu và rất dễ cháy. Cyclopenten thường được sử dụng như một monome để tổng hợp chất dẻo.